# Mordella quatuordecimmaculata
Mordella quatuordecimmaculata is een keversoort uit de familie spartelkevers (Mordellidae). De wetenschappelijke naam van de soort is voor het eerst geldig gepubliceerd in 1873 door McLeay.